# Stroma (celletype)
 For alternative betydninger, se stroma. (Se også artikler, som begynder med stroma)
Stroma, (gr. 'tæppe, leje', plur. stromata), hos planter og alger den opløsning, der afgrænses af kloroplasternes to ydre membraner og det indre membransystem (thylakoiderne) og bl.a. indeholder de enzymer, som katalyserer fotosyntesens mørkereaktioner (Calvin-cyklus).